# Rhabdomastix neozelandiae
Rhabdomastix neozelandiae là một loài ruồi trong họ Limoniidae. Chúng phân bố ở miền Australasia.